# Android NDK
Android Native Development Kit（Android NDK）是一个交叉編譯器，可以將C / C++编写的代码编译为運行Android的ARM或x86的本地代码。  NDK使用Clang来编译C/C++。Android NDK的構建系統基於GNU Make 。Android NDK可以在Microsoft Windows、MacOS和Linux三种操作系统上运行。